# Stazione di Ginevra Eaux-Vives
La stazione di Eaux-Vives è una stazione ferroviaria della Svizzera sita nel quartiere detto Les Eaux-Vives di Ginevra.
Fino alla sospensione temporanea del servizio, il 27 novembre 2011, la stazione è stata di inizio e termine dei treni francesi TER Rhône-Alpes diretti all'Alta Savoia via Annemasse e dei treni regionali per Évian-les-Bains, La Roche-sur-Foron, Annecy o Saint-Gervais-les-Bains - Le Fayet.
La riapertura nella nuova infrastruttura come stazione intermedia del CEVA è avvenuta a metà dicembre 2019.

## Storia

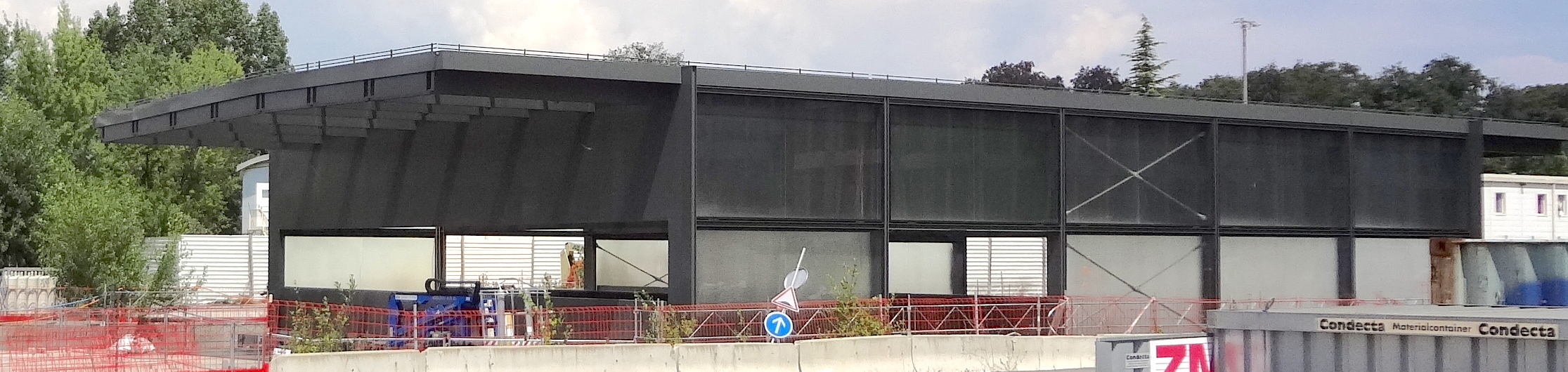
Cantiere della nuova stazione, di Ginevra Eaux-Vives

La stazione fu costruita in superficie nel 1887 e inaugurata, contemporaneamente alla linea Annemasse-Genève-Eaux-Vives il 27 maggio 1888, quando venne messa in servizio la linea ferroviaria tra Ginevra Eaux-Vives (al tempo denominata Gare des Vollandes), Chêne-Bourg e Annemasse, gestita dalla Compagnia Chemin de fer de l'État de Genève e costituiva il capolinea della linea, preceduta dalla stazione di Chêne-Bourg.
La stazione fu costruita temporaneamente in legno, senza orologio, né pensilina di banchina, una stazione provvisoria che durerà però più di un secolo poiché questo edificio sarebbe stato demolito solo nel gennaio 2017.
La stazione venne realizzata di tipo passante al chilometro (PK) 5+994 perché se ne prevedeva il collegamento con la stazione principale di Cornavin.
Nel 1912 questo collegamento venne approvato con legge federale, ma non venne mai realizzato per cui la stazione rimase il terminale della linea.
La stazione venne elettrificata, insieme alla linea, dal 28 settembre 1986, a 25 kV, 50 Hz a corrente alternata, allo scopo di utilizzare le automotrici tipo Z2 della SNCF.

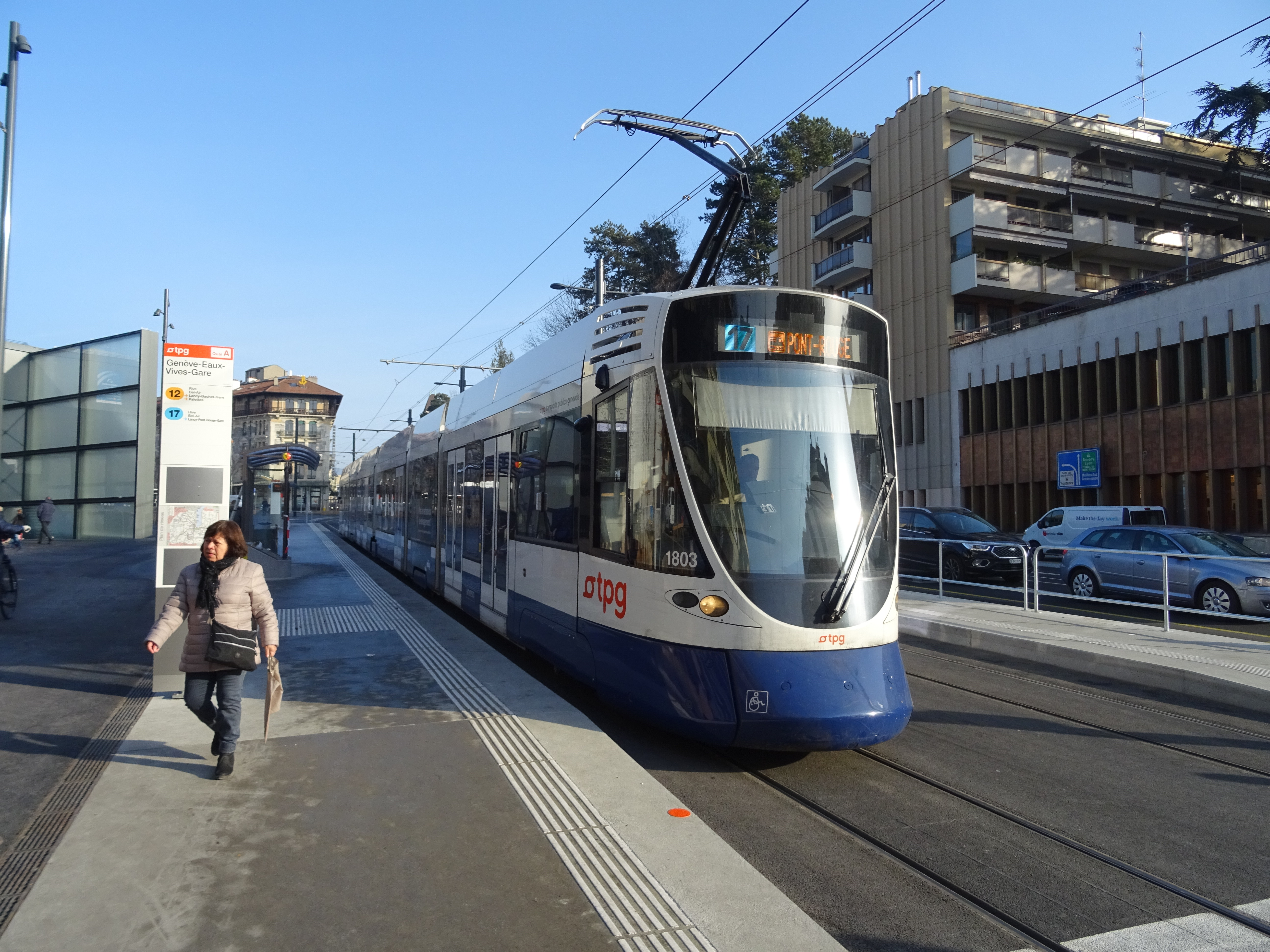
La fermata Eaux-Vives Gare della rete tranviaria davanti all'ingresso principale della stazione

Dal 2009, la stazione è divenuta il terminale di una relazione ferroviaria SNCF-TER con Annemasse, Évian-les-Bains, Annecy (solo per corrispondenza) e Saint-Gervais-les-Bains - Le Fayet.
La stazione è stata chiusa il 27 novembre 2011 per poter iniziare i lavori del CEVA, che hanno prolungato la linea Eaux-Vives fino alla stazione Cornavin, che hanno visto nel 2017 la distruzione degli edifici originari per poter essere ricostruiti in sotterraneo.
La nuova stazione di Genève-Eaux-Vives, inaugurata il 29 giugno 2019, situata sottoterra a 402 metri di altitudine, si trova sul CEVA tra le stazioni Genève-Champel e Chêne-Bourg.
La stazione, dotata di biglietteria automatica, si trova nel quartiere Les Eaux-Vives, su Avenue de la Gare des Eaux-Vives.
La ricostruzione della stazione, so progetto dello studio Jean Nouvel, è stata accompagnata dalla costruzione di alloggi e uffici (progetto O'Vives), nonché della Nouvelle Comédie, il nuovo edificio della Comédie de Genève. Strutture, attrezzature e servizi sono a disposizione delle persone con mobilità ridotta.
La nuova stazione è dotata di un centro commerciale ed ha un'unica banchina centrale situata al centro dei binari, accessibile tramite ascensore, scale o scale mobili.
La stazione assumerà maggiore importanza con la conclusione dei lavori (progetto della regione Rhône-Alpes) di riapertura della linea del Tonkin tra Évian-les-Bains e Saint-Gingolph (frontiera franco-svizzera) creando una relazione diretta tra i cantoni di Ginevra e Vallese sulla riva sud del lago Lemano e con il collegamento, già previsto in passato, ma in sotterraneo alla stazione Cornavin.
La stazione è servita dai treni RegioExpress (RE) che collegano la stazione di Annemasse alle stazioni di Vevey o Saint-Maurice e dai treni Léman Express che collegano la stazione di Coppet alle stazioni di Évian-les-Bains (L1), Annecy (L2), Saint-Gervais-les-Bains - Le Fayet (L3) e Annemasse (L4).
Sono inoltre presenti fermate e capolinea delle autolinee urbane, interurbane, extraurbane e internazionali.

## Interscambi
La stazione permette l'interscambio diretto, a sud della stazione Genève-Eaux-Vives, con le linee 12 e 17 della rete tranviaria di Ginevra e a nord, alle fermate Genève-Eaux-Vives, Gare/Bloch e Genève-Eaux-Vives, Gare/Vadier alle linee 1, 9, 33 e A degli autobus. Tali servizi sono forniti da TPG, l'azienda che svolge il servizio di trasporto pubblico autofilotranviario nella città di Ginevra e nel suo comprensorio, con alcune tratte regionali che superano i confini elvetici, ad eccezione della linea autobus 33 gestita dalla società Genève-Tours.
| Linea | Percorso                                          | Entrata in servizio | Ultima estensione | Comuni serviti                                                                              | Stazioni | Gestore |
| ----- | ------------------------------------------------- | ------------------- | ----------------- | ------------------------------------------------------------------------------------------- | -------- | ------- |
| 12    | Lancy-Bachet-Gare ↔ Moillesulaz                   | 1862                | 2008              | Lancy, Carouge, Ginevra, Chêne-Bougeries, Chêne-Bourg, Thônex                               | 25       | TPG     |
| 17    | Lancy-Pont-Rouge-Gare ↔ Annemasse-Parc Montessuit | 2019                | 2019              | Lancy, Carouge, Ginevra, Chêne-Bougeries, Chêne-Bourg, Thônex, Gaillard, Ambilly, Annemasse | 26       | TPG     |

| Linea | Percorso                                                      | Gestore      |
| ----- | ------------------------------------------------------------- | ------------ |
| 1     | Thônex, Hôpital Trois-Chêne – Genève, Jardin Botanique        | TPG          |
| 9     | Thônex, Belle-Terre-Place-de-l'Araire – Vernier, Lignon-Tours | TPG          |
| 11    | Genève, Jardin Botanique – Genève-Eaux-Vives, gare            | TPG          |
| 33    | Genève, Rive – Puplinge, Marquis                              | Genève-Tours |
| A     | Genève, Rive – Gy, temple                                     | TPG          |

## Immagini

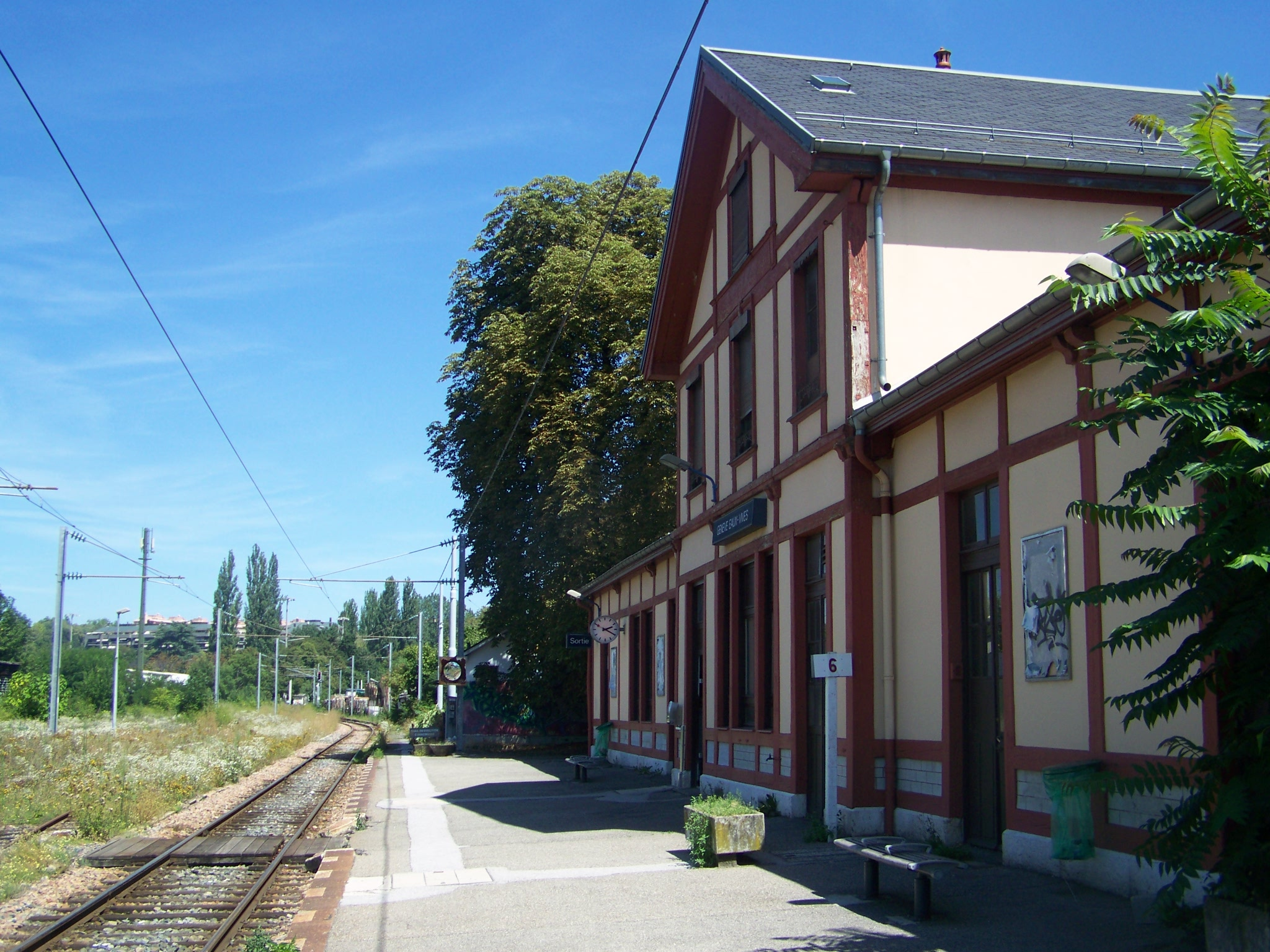
La vecchia stazione
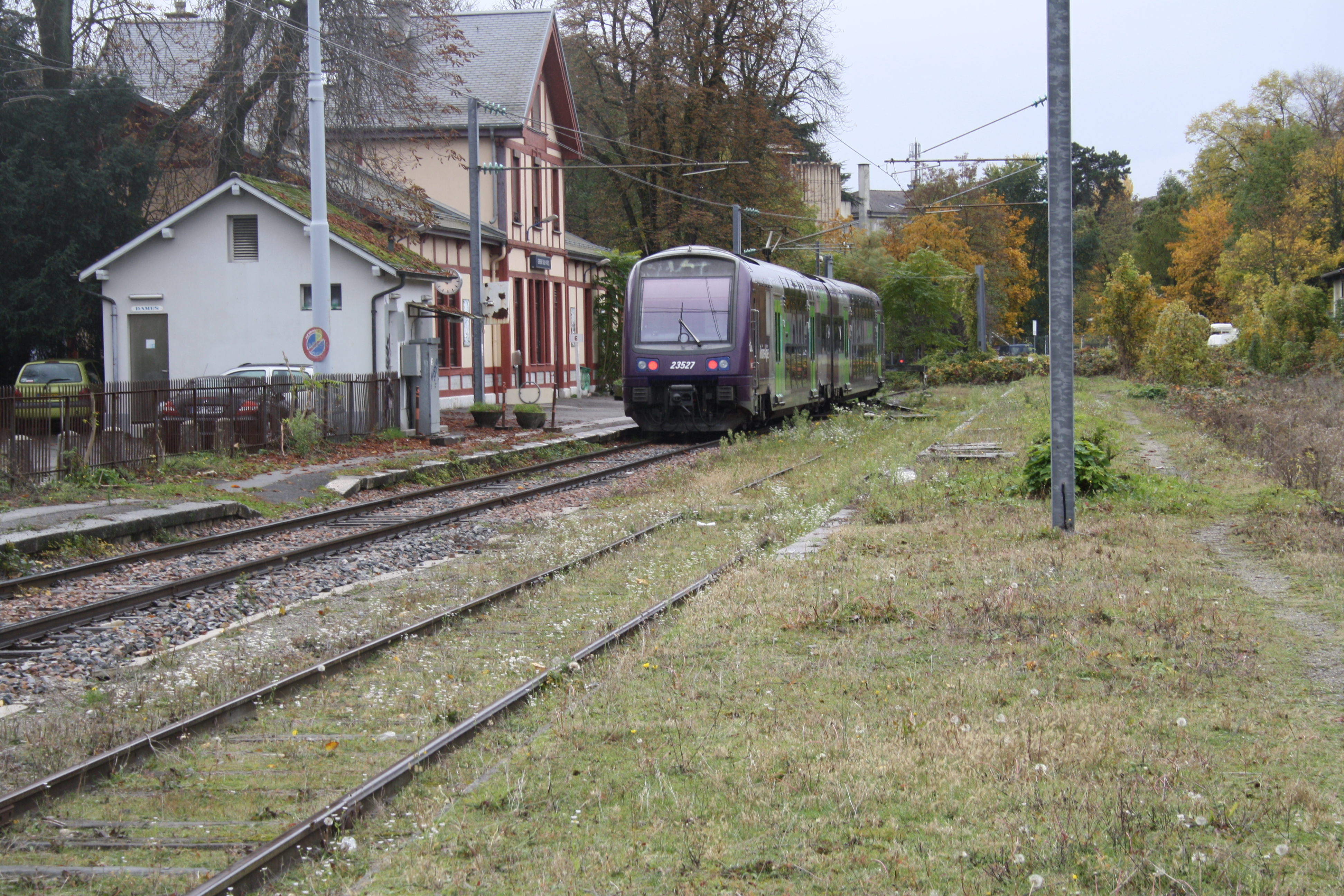
Elettromotrice SNCF Z23500 ferma in stazione nel 2009
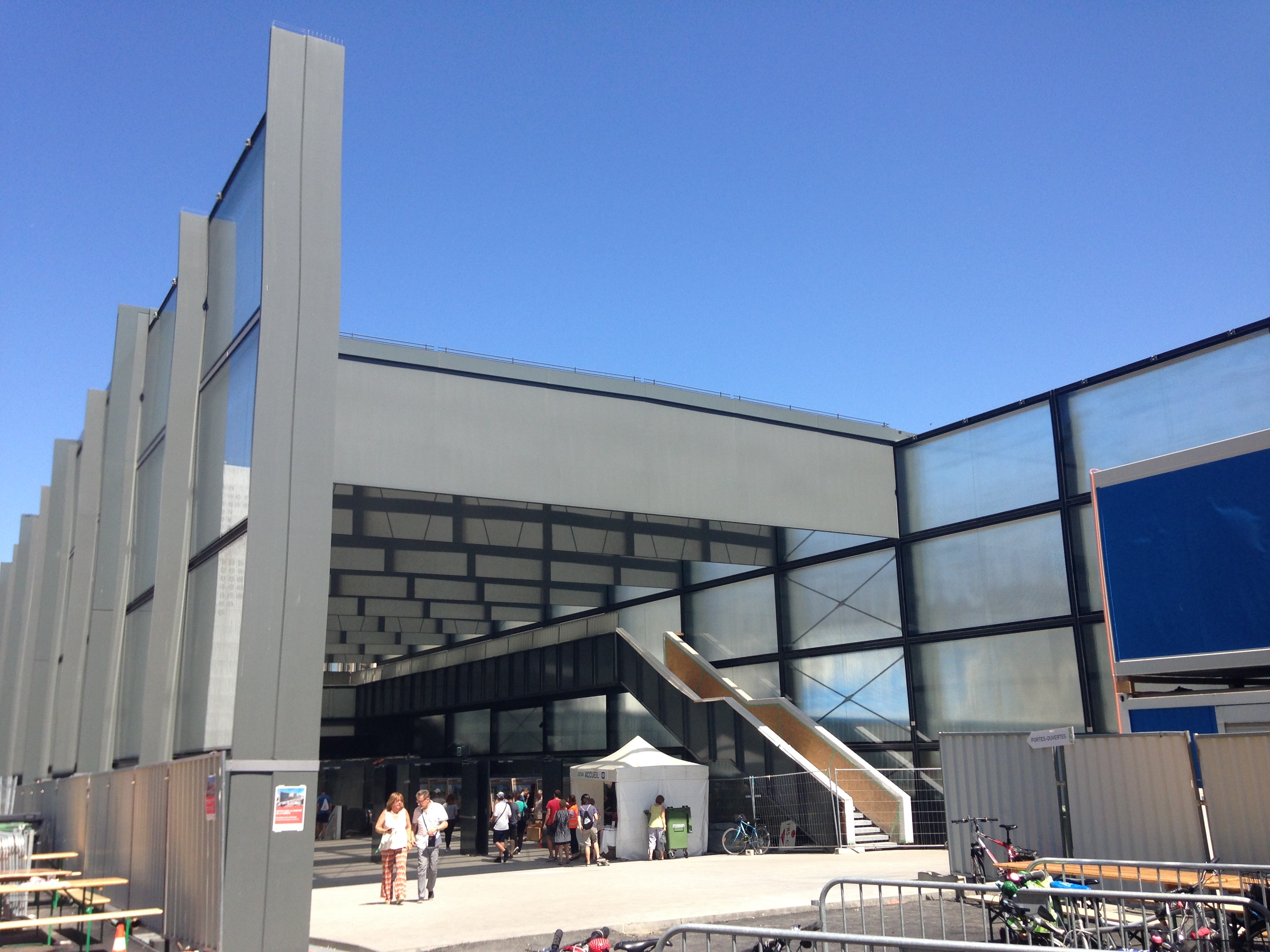
L'inaugurazione della nuova stazione il 29 giugno 2019
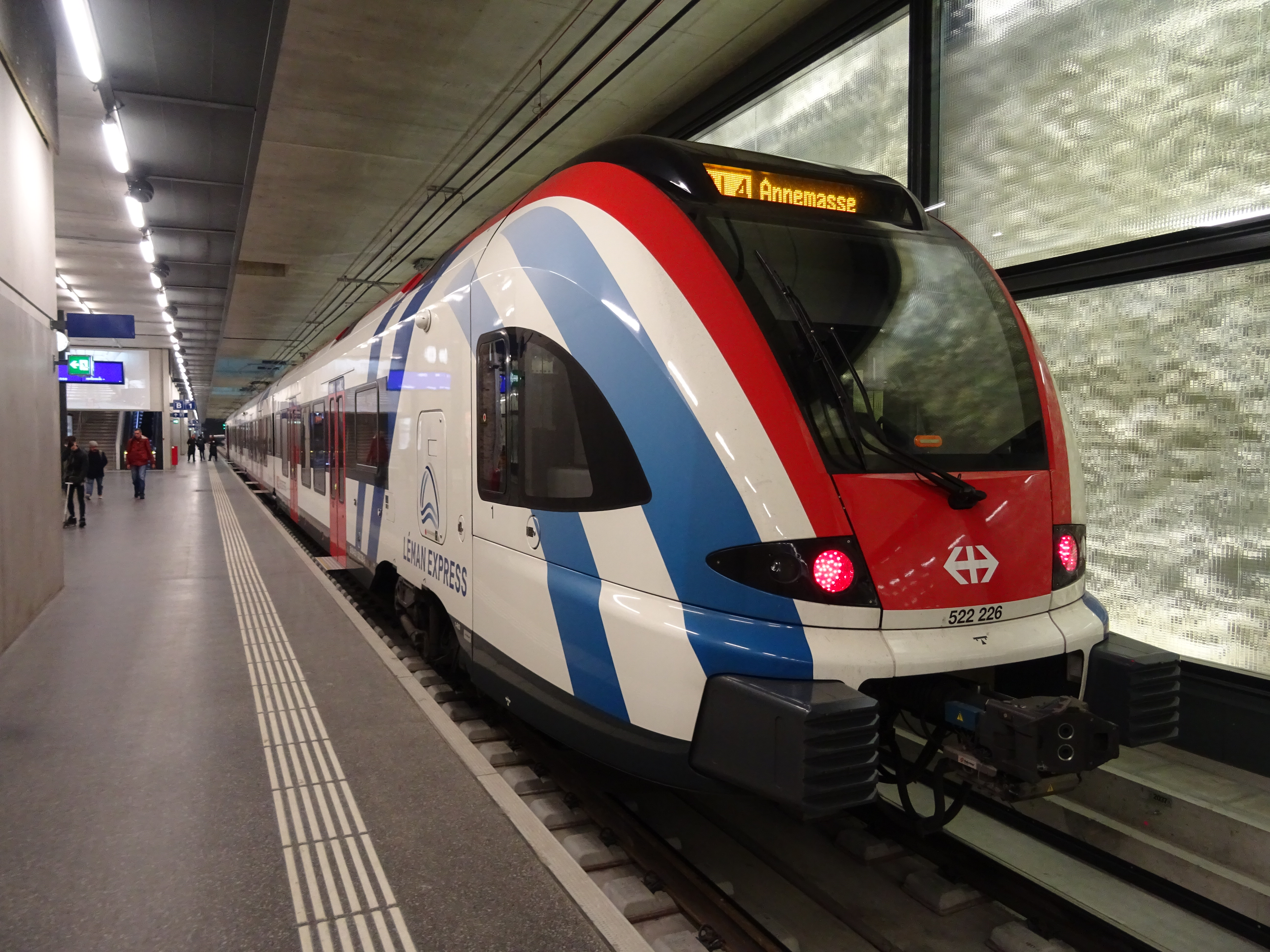
Stadler FLIRT in partenza in direzione Annemasse.
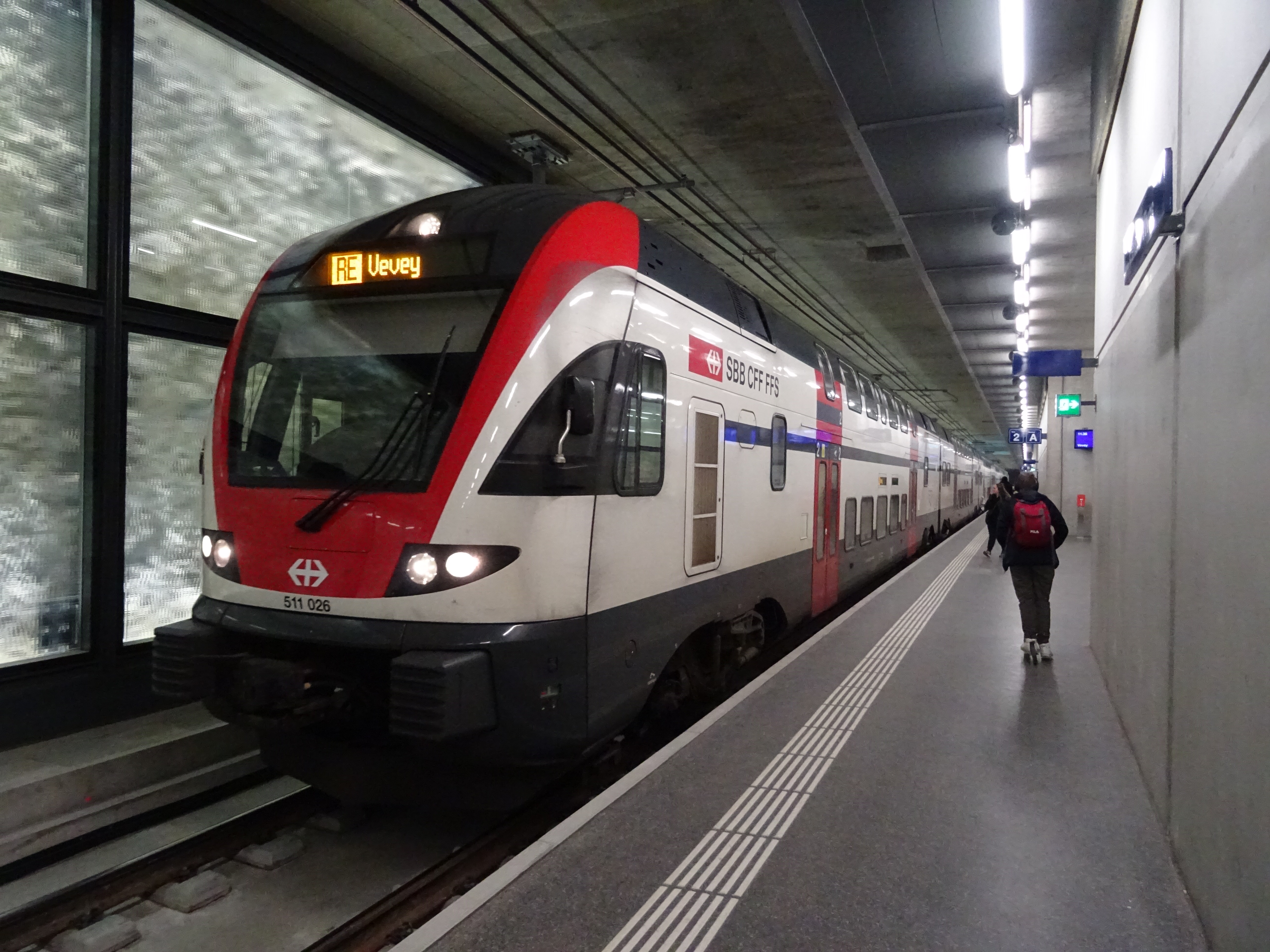
Stadler KISS in partenza in direzione Vevey.